# Joodse begraafplaats (Edam)
De Joodse begraafplaats van Edam in de Nederlandse provincie Noord-Holland ligt langs het Oorgat, vlak bij de plaats waar vroeger de Oosterpoort was. De begraafplaats werd in 1793 gesticht en omvat nu nog 14 grafstenen. Het oudst bewaarde grafteken stamt uit 1804.
De Joodse gemeente van Edam was nog vrij jong toen de begraafplaats in 1793 gesticht werd. Ze floreerde en werd in 1821 tot ringsynagoge verheven. Rond 1840 was de gemeenschap op haar hoogtepunt. Daarna slonk ze vrij snel en al in 1886 werd de gemeente opgeheven en bij Monnickendam gevoegd.
Bij een restauratie zijn de letters op de stenen zwart geverfd, waardoor deze weer leesbaar werden. Twee veel voorkomende namen op de grafstenen zijn Berlijn en Muller. Bij het betreden van de begraafplaats zal de aandacht meteen worden getrokken door een rode grafsteen in het midden van de begraafplaats. Het is echter onbekend wie er begraven is (en of er überhaupt iemand begraven is) want de steen is volledig blanco.
Tegenover de begraafplaats staat het monument De tochtgenoten, van Hubert van Lith, dat is opgericht ter herdenking van tijdens de Tweede Wereldoorlog vermoorde Joodse Edammers.